# Exoprimal
Exoprimal est un jeu vidéo de tir à la troisième personne développé et édité par Capcom, sorti sur Windows, PlayStation 4, PlayStation 5, Xbox One et Xbox Series le 14 juillet 2023. C'est un jeu d'action multijoueur dans lequel le joueur doit lutter contre des hordes massives de dinosaures et de créatures préhistoriques mutantes.

## Développement
Exoprimal est actuellement développé par Capcom. L'objectif de l'équipe était de concevoir un jeu d'action distinct des titres précédents de Capcom, et ils ont imaginé un jeu dans lequel les joueurs doivent vaincre et éliminer une horde d'ennemis, contrairement à Monster Hunter dans lequel les joueurs n'affrontent qu'un seul ennemi à la fois. Les dinosaures ont été choisis comme principal type d'ennemi du jeu parce que Takuro Hiraoka et l'équipe pensaient que « ce serait amusant de faire l'expérience de la menace des prédateurs les plus redoutables de l'histoire », surtout s'ils attaquent les joueurs dans une horde massive. Le jeu n'est pas lié à la série Dino Crisis, bien que le producteur de cette série, Hiroyuki Kobayashi, ait été impliqué dans le développement et la production d'Exoprimal.
Le jeu est officiellement annoncé lors du State of Play de Sony en mars 2022. Capcom est sur le point d'organiser des tests pour les joueurs PC en juillet et août 2022, leur permettant de jouer à une version préliminaire du jeu. Exoprimal est sorti sur Windows, PlayStation 4, PlayStation 5, Xbox One et Xbox Series le 14 juillet 2023.